# Guram Ganiashvili
Pas d'image ? Cliquez ici

a Compétitions nationales et continentales officielles uniquement.

b Matchs officiels uniquement.
Dernière mise à jour le 21 mars 2025.
Guram Ganiashvili, né le 30 janvier 2003, est un joueur international géorgien de rugby à XV qui évolue au poste de deuxième ligne au FC Grenoble.

## Biographie
Guram Ganiashvili s'engage au centre de formation du FC Grenoble en 2021, en provenance des Lelo Saracens.
Il dispute le Championnat du monde junior 2023 en Afrique du Sud avec ses coéquipiers grenoblois Irakli Aptsiauri et Giorgi Mamaiashvili.
Fin janvier 2024, il est sélectionné pour la première fois avec la Géorgie dans le cadre du championnat d'Europe 2023-2024. Quelques jours plus tard, à 21 ans, il dispute son premier match international lors de cette compétition face aux Pays-Bas.

## Palmarès

### En franchise
- Vainqueur de la Rugby Europe Super Cup en 2024 avec le Black Lion.

### En équipe nationale
- Vainqueur du Championnat d'Europe en 2024 et 2025 avec l'équipe de Géorgie.